# 日本NP教育大学院協議会
一般社団法人日本NP教育大学院協議会 (英：Japanese Organization Nurse Practitioner Faculties:JONPF　略称【NP協議会】）は、質の高い診療看護師（NP）養成のための活動を支援する協議会組織である。

## 概要
診療看護師（NP）の医療制度上の役割、身分及び質の確保に関すること等を研究し、診療看護師（NP）の制度拡充に向けて必要な事項を決定し、診療看護師（NP）について社会の理解の促進を図ることを目的としている。

## 参考
- https://www.js-np.jp/journal/opendocument/761